# Rodolfo Falzoni
Rodolfo Falzoni (Quaderni di Villafranca, 10 settembre 1925 – Quaderni di Villafranca, 18 marzo 2002) è stato un ciclista su strada italiano, professionista dal 1950 e il 1953.

## Carriera
Corse per la Girardengo, la Guerra e la Cilo (al Giro di Svizzera 1952). La principale vittoria da professionista fu una tappa al Giro d'Italia nel 1951. Vinse anche il Trofeo Mauro Pizzoli nel 1950 ed il Trofeo Emilio Colombo nel 1952.

## Palmarès
- 1950

Trofeo Mauro Pizzoli
- 1951

3ª tappa Giro d'Italia (Alassio > Genova)
- 1952

Trofeo Emilio Colombo (valida per il Trofeo dell'Unione Velocipedistica Italiana)

## Piazzamenti

### Grandi giri
- Giro d'Italia

1951: 69º
1952: 62º

### Classiche
- Milano-Sanremo

1951: 6º
1952: 5º
- Giro di Lombardia

1950: 54º